# Serving (canção)
"Serving", anteriormente conhecida como Kant, é uma canção da cantora maltesa Miriana Conte. Foi escrita por Miriana juntamente com Benjamin Schmid, Sarah Evelyn Fullerton e Matthew Mercieca. Foi lançada a 8 de janeiro de 2025 e representou Malta no Festival Eurovisão da Canção de 2025.
Originalmente, a canção chamava-se «Kant» e era um trocadilho em língua maltesa que fazia referência à palavra cunt, que em inglês é uma forma vulgar de se referir ao órgão sexual feminino. Devido a essa obscenidade, a rádio da BBC recusou-se a transmitir a canção.

## Festival Eurovisão da Canção

### Malta Eurovision Song Contest 2025
O Malta Eurovision Song Contest 2025 é um festival destinado a selecionar o concorrente maltês para o Festival Eurovisão da Canção de cada ano.
Miriana foi anunciada como concorrente a 12 de dezembro de 2024. A música foi sorteada para apresentar-se em 2.ª lugar na 1.ª meia-final, e foi anunciada como classificada a 17 de novembro desse ano. Na final, Miriana ficou em 1.º lugar e sagrou-se vencedora da competição com 182 pontos. Tendo ficado em 2.º lugar na votação do júri e em 1.º do televoto.

### Mudança de nome
A 4 de março de 2025, a emissora maltesa PBS afirmou que a União Europeia de Radiodifusão baniu o uso do termo «Kant» em palco e exigiu alterações na letra da canção, depois de a emissora britânica BBC ter apresentado uma queixa, supostamente em conformidade com os regulamentos da Ofcom. A 13 de março, o título da canção foi alterado para «Serving» para ser apresentada no concurso. A nova versão da canção omite a palavra «Kant» e substitui-a pelo som «aaah».